# Demokraté spravedlnosti
Demokraté spravedlnosti (Justice Democrats) je skupina amerických politiků resp. politická koalice s tzv. progresivním ideologickým zaměřením, která se utvořila uvnitř Demokratické strany USA (DS). Vznikla po prohrách demokratické kandidátky Hillary Clintonové v prezidentských volbách 2016 a nezávislého senátora USA Bernieho Sanderse v demokratických primárkách let 2016 a 2020 (Sanders kandidoval v rámci Demokratické strany). Skupinu založili Cenk Uygur z The Young Turks a Kyle Kulinski z uskupení Secular Talk za spoluúčasti aktivistů z prezidentské kampaně Bernieho Sanderse v roce 2016.
Platformou skupiny je „sjednocená kampaň za nahrazení každého člena Kongresu Spojených států, placeného korporátními penězi, a znovuvytvoření (demokratické) strany od základů.“ Demokraté spravedlnosti se tedy, dle vlastních slov, vyhrazují proti tzv. korporátním demokratům. To jsou podle jejich názoru členové Demokratické strany, kterým na kampaň poskytly peníze a sponzorovaly je velké korporace či firmy, jimž se pak cítí zavázáni do té míry, že jim z pozice své funkce následně poskytují služby quid pro quo a údajně zapomínají na zodpovědnost vůči svým volitelům. Na pomyslné politické škále je politika „demokratů spravedlnosti“ považována podle měřítek v USA za levicovou až krajně levicovou, v některých zemích Evropy eventuálně za středolevicovou.

## Politický program
Politickým programem demokratů spravedlnosti jsou tzv. progresivní cíle a programové body, mimo jiné:
- univerzální zdravotní pojištění
- univerzální přístup k vysokoškolskému vzdělání, řešení dluhů ze studentských půjček
- větší sociální a pracovní práva pro občany jako dovolená, mateřská dovolená, nemocenská, péče o děti
- univerzální testy a prověření pro vlastníky zbraní
- minimální mzda rostoucí spolu s inflací (navrhováno 15 $/hod.)
- podpora odborů, právo na jejich založení
- změna přístupu k některým současným drogám, vedoucí k jejich registraci, zdanění, regulaci a legalizaci (pro léčebné účely nebo úplně)
- opozice mezinárodním obchodním smlouvám jako jsou TPP či NAFTA a revize tzv. globalizace
- zrušení trestu smrti
- reforma Wall Streetu, vyšetření hospodářské krize z roku 2008 a jejích následků, nalezením jejích viníků a postavení jich před soud (OWS)
- odstranění „peněz z politiky“ (vliv velkých peněz korporací a milionářů na politické kampaně)
- znovuzavedení právních opatření jako jsou Glass-Steagall a Buffet Rule
- boj za politickou a ideologickou neutralitu internetu, opozice „dvojrychlostního internetu“
- znovuukotvení habeas corpus, dodržování Ženevských konvencí, reverze chování USA coby „globálního policisty“ s manýry supervelmoci
- přehodnotit vojenský a politický intervencionismus USA a nation building (zahraniční mise Spojených států za účelem změny režimu v jiných zemích), revize vztahů s některými zeměmi (např. Saúdská Arábie, Izrael)
- převést část investic z rozpočtu, které v současnosti proudí do armády a zahraničních misí, do místní infrastruktury
- ekologická zodpovědnost, mezinárodní spolupráce na redukci CO2, aktivní přechod na ekologické a udržitelné zdroje energie
- policejní reforma, mj. kamery na uniformách, zrušení „policejní práce pro profit“

Některé z těchto bodů mají v současnosti již částečnou podporu americké veřejnosti. Patří k nim lepší než dosavadní zdravotní pojištění, ne však univerzální zdravotní pojištění, a také boj za politickou a ideologickou neutralitu internetu. Jiné snahy demokratů spravedlnosti velkou podporu veřejnosti doposud nemají nebo jsou nerealistické, jako oproštění se demokratů od peněžitých darů korporací a velmi majetných jednotlivců na volební boj kandidátů.

## Financování a strategie
Demokraté spravedlnosti mají v úmyslu získávat peníze na svoji volební kampaň skrze příspěvky od volitelů v menších částkách (dle současných zákonů do 27 $), ale ve velkých počtech. Kandidáti z této skupiny podstoupí společné ověření, přípravu na souboj se současným korporátním demokratickým či republikánským protikandidátem v jeho/jejím respektivním obvodu a též budou mít koordinovanou kampaň, řízenou a řešenou (alespoň z části) ze společných zdrojů. Jejich prvním cílem bylo porazit co nejvíce politiků současného establishmentu ve volbách v roce 2018.
Každý demokrat spravedlnosti musí slíbit, že nevezme finanční příspěvek od korporací a miliardářů.
V polovině března 2017 demokraté spravedlnosti ve vybraných příspěvcích přesáhli milion dolarů, získali přes 217 tisíc podporovatelů, přes 8 tisíc kandidátů, desítky z nichž již začali připravovat do volebních debat s politiky establišmentu.

## Kandidáti
| Jméno            | Stát     | Okrsek |
| ---------------- | -------- | ------ |
| Jamaal Bowman    | New York | NY-16  |
| Jessica Cisneros | Texas    | TX-28  |

## Zvolení reprezentanti
Tabulka zvolených reprezentantů a reprezentantek:
| Jméno                       | Stát          | Okrsek |
| --------------------------- | ------------- | ------ |
| Raúl Grijalva               | Arizona       | AZ-03  |
| Ro Khanna                   | Kalifornie    | CA-17  |
| Ayanna Pressley             | Massachusetts | MA-07  |
| Rashida Tlaib               | Michigan      | MI-13  |
| Ilhan Omar                  | Maine         | MN-05  |
| Alexandria Ocasio-Cortezová | New York      | NY-14  |
| Pramila Jayapal             | Washington    | WA-07  |